# Packet assembler/disassembler
Een PAD (afkorting van Packet Assembler Disassembler) is een apparaat dat het mogelijk maakt om terminals of computers zoals een pc-verbinding te kunnen laten maken met een andere computer (host) die is aangesloten op een pakketgeschakeld netwerk volgens het X.25 protocol. Omdat netwerken die gebruikmaken van het X.25 protocol bijna geheel zijn verdwenen en hun functies zijn overgenomen door internet of privé netwerken op basis van het TCP/IP protocol is de PAD ook verdwenen.

## Toepassingen en werking van een PAD

### Doel
Als je een terminal of een computer zoals een pc wil aansluiten op een pakketgeschakeld netwerk moet die computer of terminal kunnen omgaan met het X.25 protocol. Meestal heeft een terminal of pc alleen maar een standaard asynchrone RS-232 interface (de zogenaamde COMx of seriële poorten op je PC), en daarmee kan je niet zonder meer contact maken met een dergelijk netwerk. Je kan een speciale uitbreidingskaart installeren in het systeem welke wel het X.25 protocol ondersteunt, maar als je slechts incidenteel verbinding wilt maken en/of maar één verbinding tegelijk wilt maken is het vaak efficiënter om gebruik te maken van een PAD. Een PAD is dan vaak een goedkopere oplossing dan het plaatsen van een speciale kaart, en door gebruik te maken van een PAD kan je gebruik (blijven) maken van de standaard communicatiesoftware op je pc, bijvoorbeeld een terminalemulator-programma als Hyperterminal.

### Verschillende soorten
Je kan onderscheid maken tussen 3 hoofdtypen:
- de monoPAD. Een dergelijke PAD heeft één asynchrone interface om te verbinden met de COM-poort RS-232 interface van je pc of (domme) terminal en één interface die je verbindt met het pakketgeschakelde netwerk (in Nederland was dat bijvoorbeeld Datanet 1)
- de multiPAD. Deze PAD biedt de mogelijkheid om meerdere computers of terminals tegelijkertijd verbinding te geven met het pakketgeschakelde netwerk en elke aangesloten pc/terminal kan verbinding maken met verschillende hosts. Een dergelijke PAD heeft meerdere RS-232 interfaces en één (synchrone) interface naar het netwerk. Je kan de functie een beetje vergelijken met een breedbandrouter op internet: meerdere pc's thuis kunnen tegelijkertijd verbinding hebben met internet.
- de telePAD of openbare PAD. Deze PAD is achter een modembank en algemeen toegankelijk. Een openbare PAD als dienst kan je vergelijken met het inbellen op internet. Veel exploitanten van een openbaar pakketgeschakeld netwerk boden ook een openbare PAD dienst aan. Over het algemeen hoef je je bij een van de bovenstaande PAD-devices jezelf niet te authenticeren, maar bij gebruik van een openbare PAD moet je wel inloggen met gebruikersnaam en wachtwoord voordat je toegang krijgt tot het X.25 netwerk. Na het inloggen krijgt de gebruiker zijn X.121 netwerkadres toegewezen zodat de host waarmee je vervolgens verbinding maakt je al kan herkennen zonder zelf een login-procedure te hebben. Ook de bijzondere mogelijkheden zoals closed user groups kunnen gebruikt worden voor abonnees van een openbare PAD dienst.

### Basisprincipe en werking
De datastroom van een terminal of pc via de RS-232 interface is normaliter een karakter-georiënteerde stroom: elk verzonden karakter staat min of meer op zichzelf. Bij packet-switching ga je niet uit van losse karakters/tekens maar is de basis pakketten van een bepaalde lengte. Een PAD ontvangt de binnenkomende karakters, slaat deze tijdelijk op (bufferen) en als er voldoende zijn om een vol pakket te versturen of als er enige tijd geen data meer binnenkomen, stelt de PAD een pakket samen, voorziet dat van de benodigde header en verstuurt het pakket naar de correcte bestemming op het netwerk. Andersom: een vanaf het netwerk ontvangen pakket wordt gestript van de header en vervolgens stuurt hij de data (payload) karakter voor karakter naar de aangesloten pc.
Hoe dit precies gedaan moet worden staat beschreven in een drietal ITU-T standaarden in de zogenaamde X-range: X.3, X.28 en X.29 . Om deze reden worden PAD-devices ook wel aangeduid als Triple-X devices.
Deze ITU-T standaarden beschrijven het hele omzetproces: het maken van pakketten, het opbreken van pakketten in losse karakters, hoe je de PAD vertelt dat deze een verbinding opbouwt over het netwerk etc. etc.
In de X.3 standaard staat de basisbeschrijving van Packet Assemby and Disassembly, in X.28 wordt de standaard beschreven van de asynchrone cq. start-stop interfaces: hoe communiceert de PAD met de aangesloten pc of terminal.
In standaard X.29 staat vervolgens beschreven hoe de signaleringsinformatie en de payload verloopt tussen de PAD en een pakketgeoriënteerde host dan wel een andere PAD. De exacte procedures zijn gepubliceerd in de laatste uitgave van de ITU-T publicatie en op het internet.

## Bijzondere toepassingen
De standaard PAD is normaal geplaatst op een kantoor (er was amper particulier gebruik van pakketgeschakelde netwerken) en werden de betreffende pc's of terminals via seriële kabels verbonden.
Typische toepassingen waren bijvoorbeeld geldautomaten, terminals voor financiële transacties etc. Zie ook X.25
Naast de standaard PAD waren er -in Nederland- ook varianten beschikbaar als:
- de secuPAD: deze PAD werd gebruikt in combinatie met een alarminstallatie en werd aangesloten op een speciaal voordelige abonnementsvorm transactie-aansluiting. Bij dit type aansluiting waren de kosten niet afhankelijk van tijd maar betaalde je -naast de vaste maandkosten- per transactie: het opzetten van een verbinding naar een host, het uitwisselen van een beperkte hoeveelheid data en vervolgens de verbinding verbreken. Deze abonnementsvorm was op de markt gebracht om gebruikers van PIN terminals te lokken om tegen betrekkelijk lage kosten Datanet 1 te gebruiken in plaats van het telefoonnetwerk: PIN transacties via datanet 1 verliepen veel sneller dan via de telefoon.) Dit type aansluiting had een aantal beperkingen: je kon maar één verbinding tegelijkertijd opzetten, de linkspeed was beperkt tot 2400 bps en de hoeveelheid data per transactie was beperkt: als je meer data probeerde te versturen verbrak de sessie, maar de duur van die sessie was onbeperkt.

Een handig beveiligingsbedrijf ontdekte dat je deze abonnementsvorm ook prima kon inzetten bij een de verbinding tussen een alarminstallatie en een meldkamer. Een oplossing die een telefoonlijn gebruikt heeft als nadeel dat volledige uitval van de installatie of uitval van de telefoonlijn niet direct zichtbaar is. Voor high risk objecten was het alternatief een huurlijn, maar dan zijn de kosten heel hoog als de afstand wat langer is. De Secupad zette een virtual circuit (VC) op naar de meldkamer en deze bleef permanent openstaan. Periodiek verstuurde de installatie een heartbeat door gebruik te maken van een RESET pakket. Bij het X.25 protocol kan je een beperkte hoeveelheid data meesturen met een RESET pakket (enkele bytes maximaal) zonder dat dat geteld werd als verstuurde data. Hierdoor kon één enkele transactie eindeloos duren. Als de verbinding toch uitviel, bijvoorbeeld door een probleem in het netwerk, dan werd direct een nieuwe transactie verbinding opgezet. Als de verbinding niet direct hersteld kon worden gaf dat een alarm: het doorknippen van de telefoonlijnen naar het bewaakte object, om te voorkomen dat het inbraakalarm daarna een inbraak alarm kon doorgeven aan de meldkamer was dan geen oplossing meer voor de inbreker: het uitvallen van de verbinding was al reden om bewakers langs te sturen.
- de VAP: de videotex access processor. Dit was hetzelfde apparaat als gebruikt voor de openbare pad dienst die bovendien ook nog het videotex protocol ondersteunde. In plaats van de standaard prompt bij de openbare PAD dienst kreeg je een videotexscherm menu en de VAP ondersteunde speciale commando's en instructies die nodig zijn om het betreffende protocol te ondersteunen.

## Opmerkingen
De ITU-T is de opvolger van de CCITT. In de tijd dat Datanet 1 nog algemeen gebruikt werd refereerde men altijd aan  CCITT standaarden, vaak gevolgd door een kleur boek. Op dit moment is er het gele boek In technische publicaties stonden dan opmerkingen dat de standaard werd gevolgd van het CCITT Blue Book. De verschillende kleuren verwezen naar de publicaties die uitgegeven werden na een conferentie van het CCITT in een bepaald jaar waarbij nieuwe standaarden werden afgesproken en aanpassingen en uitbreidingen van bestaande afspraken. Mede door de opkomst van het internet
is de informatie veel sneller en eenvoudiger te krijgen. Naast de standaarden op het gebied van
datacommunicatie,welke worden aangeduid met een X zijn er standaarden op allerlei gebieden van communicatie.
Zo zijn er E standaarden over telefonie, I behandelt ISDN,V behandelt datacommunicatie over telefoonnetwerken etc. etc.
Oudere publicaties zijn vaak alleen in het Engels en Frans uitgegeven, maar tegenwoordig zie je steeds vaker dat de standaarden ook in het Arabisch en Chinees beschikbaar zijn.